# Mesochaetopterus capensis
Mesochaetopterus capensis is een borstelworm uit de familie Chaetopteridae. Het lichaam van de worm bestaat uit een kop, een cilindrisch, gesegmenteerd lichaam en een staartstukje. De kop bestaat uit een prostomium (gedeelte voor de mondopening) en een peristomium (gedeelte rond de mond) en draagt gepaarde aanhangsels (palpen, antennen en cirri).
Mesochaetopterus capensis werd in 1885 voor het eerst, als Ranzania capensis, wetenschappelijk beschreven door McIntosh.